# Franz Mayer
Franz Borgias Mayer, né en 1848 et mort en 1926, est un maître verrier et peintre de vitraux bavarois célèbre.

## Biographie
Il dirige l'entreprise familiale de Munich à la mort de son père Joseph Mayer en 1883 dont il prend la succession. Devenue Franz Mayer & co, elle garde son titre de fournisseur de la couronne de Bavière et crée des filiales à l'étranger, dont une à New York fondée en 1888. Elle prospère jusqu'à compter plus de cinq cents ouvriers et collaborateurs. Léon XIII gratifie l'entreprise du titre d '« institution du Saint-Siège apostolique. »
Le vitrail représentant le Saint Esprit (1905) se trouvant à la basilique Saint-Pierre de Rome est l'un des vitraux les plus célèbres de la firme Mayer.
Après la Première Guerre mondiale, Franz Mayer laisse la place à ses fils Anton (1886-1967), Karl (1889-1970) et Adalbert (1894-1987). La section sculpture disparaît en 1925 et une section mosaïque est fondée de nouveau.

## Quelques vitraux
- Basilique Saint-Adalbert de Buffalo
- Cathédrale Notre-Dame de l'Assomption de Carlow
- Cathédrale Saint-Jean-Baptiste de Charleston
- Église Sainte-Marie de Charlestown (Boston)
- Cathédrale Notre-Dame de l'Assomption de Covington
- Cathédrale Saint-Pierre d'Érié
- Cathédrale Saint-André de Grand Rapids
- Cathédrale de l'Immaculée-Conception de Mobile
- Église du Saint-Nom de Providence
- Église Sainte-Agnès de Saint-Paul-du-Minnesota
- Cathédrale de l'Épiphanie de Sioux City
- Cathédrale Saint-Michel de Toronto
- Theatro Municipal do Rio de Janeiro, Brasil